# الن میمون
الن میمون (فرانسوی: Alain Mimoun‎; ۱ ژانویهٔ ۱۹۲۱ – ۲۷ ژوئن ۲۰۱۳) دونده اهل فرانسه بود. از افتخاراتی وی می‌توان به کسب مدال طلا دو ماراتن در بازی‌های المپیک تابستانی ۱۹۵۶ اشاره کرد.